# Flegma
Flegma o flemma in medicina è il muco denso che viene prodotto dalle mucose all'interno delle vie respiratorie.

Simbolo archetipico dell'acqua, dalle proprietà fredde e umide che definiscono il flegma

Conosciuto alternativamente come catarro, è anche uno dei costituenti fondamentali degli organismi secondo la concezione ippocratica della teoria umorale, quello che definisce l'umore freddo e umido generato dall'archetipo dell'acqua.

## Etimologia

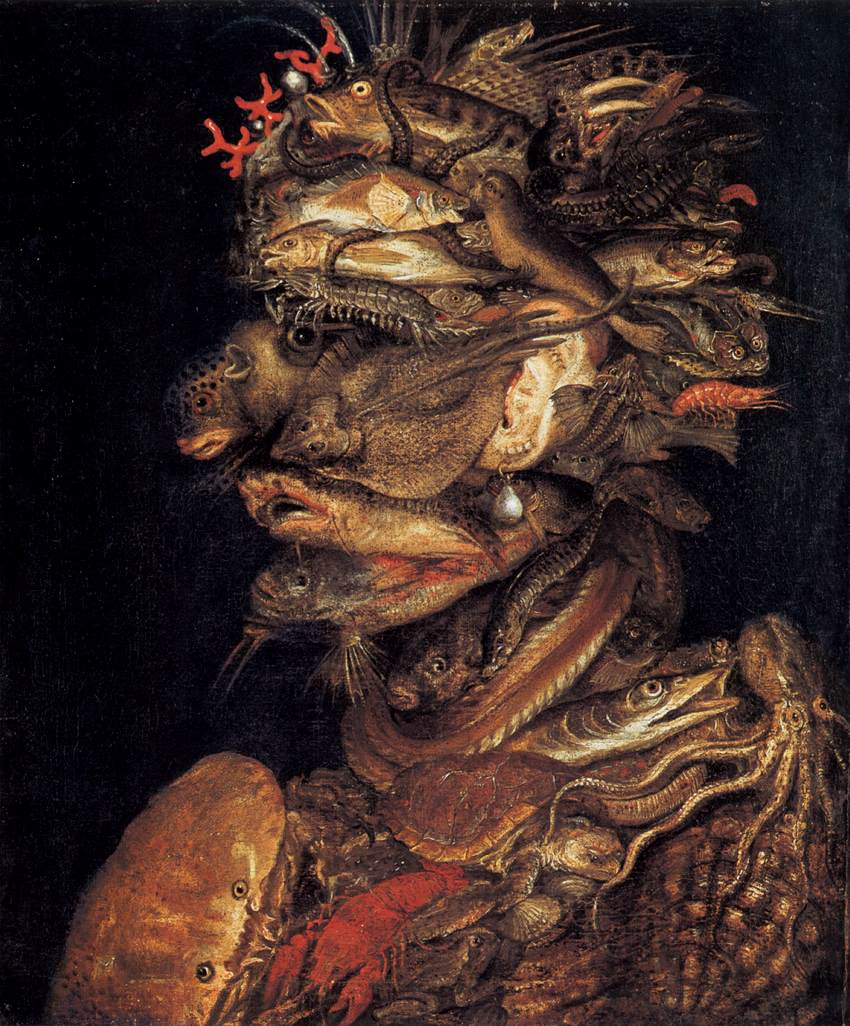
Composizione con animali di acqua, di Giuseppe Arcimboldo (1566)

Il termine deriva dal greco antico φλέγμα?, phlégma, che proverrebbe a sua volta da φλέγω, cioè letteralmente «ardere», ma il cui significato, comunque dibattuto, potrebbe indicare l'infiammazione conseguente ad uno squilibrio freddo umido.
Isidoro da Siviglia nelle sue Etymologiae lo fa derivare dal greco phlegmoné, attribuendogli per antifrasi, o forse per assonanza con frigus, il significato di «freddo».

## Storia
Secondo l'antica teoria umorale, il flegma, detto anche linfa o pituita, è un umore freddo e umido proveniente dal cervello, in particolare dalla ghiandola pituitaria o ipòfisi, che discende nei polmoni per defluire dal naso e dalla bocca.
La sua prevalenza in una persona sugli altri tre umori (sangue, bile gialla e bile nera) avrebbe determinato il temperamento flemmatico, caratterizzato da lentezza, goffaggine, e pacatezza.
Secondo il medico umanista Thomas Elyot (1490-1546), esistono due tipologie di flegma:
- Un flegma naturale, di colore bianco e insapore, prodotto da una digestione dei cibi lenta o insufficiente, incapace di tramutarli in sangue per mancanza di calore;
- Un flegma innaturale, di colore opaco o verdastro, dal sapore acido e dalla consistenza viscida e densa, che deriva da una mescolanza adulterata con altri umori.[9]

Un eccesso di flegma impuro, in grado cioè di alterare l'equilibrio armonico dei quattro umori presenti nell'organismo, era ritenuto responsabile delle malattie croniche, in particolare di quelle catarrali.
Secondo Ippocrate il flusso di flegma accumulato nella testa avrebbe potuto in tal caso discendere ed ostacolare il cuore ed il respiro, causando anche stati di epilessia.

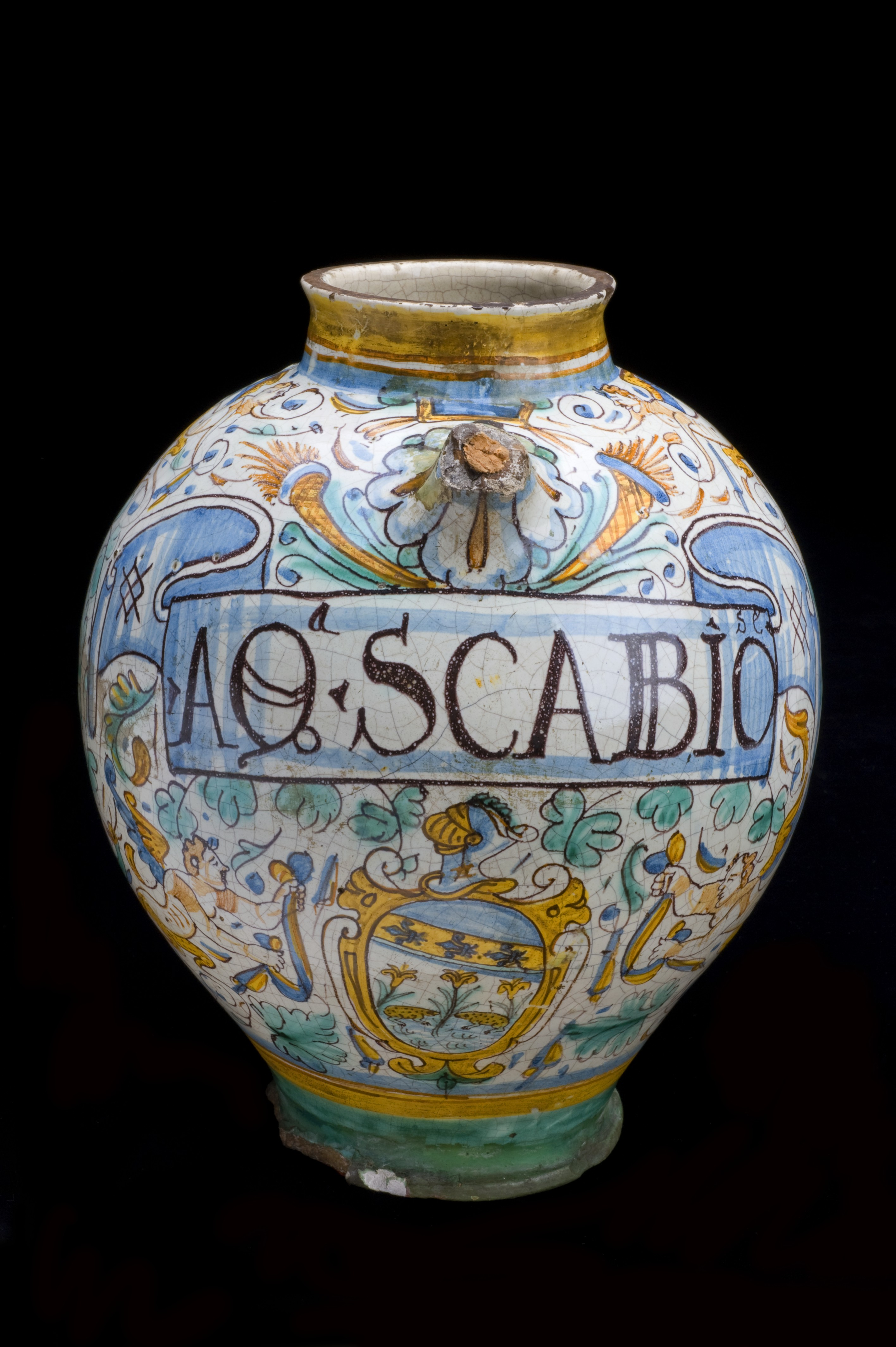
Albarello contenente acqua di Scabiosa, usata per le sue proprietà calde e secche contro il flegma

I rimedi prescritti per curare un eccesso di flegma consistevano in una modifica del contesto ambientale e soprattutto dell'alimentazione, introducendo cibi caldi e secchi che riequilibrassero l'umore freddo e umido, gli stessi utilizzati per controbilanciare un temperamento troppo flemmatico.

### Qualità
Come ogni umore, il flegma era da intendere non tanto come una sostanza fisica, bensì come una qualità, un principio sottile appartenente al piano eterico, che poteva semmai assumere delle manifestazioni grossolane: queste espressioni tangibili attribuite al flegma, in base alla legge dell'analogia, erano in particolare il muco, la linfa, le lacrime, i fluidi lattiginosi, e in genere i liquidi del sistema ghiandolare-ormonale, linfoide, uropoietico.
Per le stesse analogie con le sue proprietà fredde e umide, il flegma risultava governato dalla Luna, e associato all'inverno, alla vecchiaia, alla notte.

## Altre culture
Si parla di flegma anche nella medicina tradizionale cinese, nella quale esso viene associato analogamente all'umidità, dovuta a un'insufficienza di Qi nella milza. Tra i sintomi di un flegma torbido è annoverato soprattutto il mal di testa, la quale risulta ostruita da un suo eccesso, oltre a catarro e un senso d'oppressione al petto, a cui si rimedia armonizzando la parte mediana del triplice riscaldatore, e rafforzando la milza.
Secondo la medicina tibetana il flegma è uno dei tre umori insieme alla bile e al vento. Distinto in cinque tipologie, il flegma è ritenuto il governatore dei liquidi del corpo, degli stati di tranquillità, e del sonno.
Lo squilibrio degli elementi terra e acqua è quello che determina le malattie di flegma del corpo, attribuite sul piano spirituale a una condizione di ignoranza.
Sempre secondo i tibetani, il flegma tende a prevalere fino ai 16 anni nell'infanzia, le cui caratteristiche naturali come l'inattività, l'accumulo di muco e la ristrettezza mentale, se sono normali in questa stagione della vita, diventano patologiche se prolungate nell'età adulta.